# 齐齐哈尔工程学院
齐齐哈尔工程学院是黑龙江省齐齐哈尔市的一所本科层次的普通高校。
学院有新旧三个校区，主校区位于齐齐哈尔南苑高新产业开发区，旧校区位于民意路，新校区位于海南省三亚市。主校区现有在校师生5000多人，同时该校是齐齐哈尔市东亚学团的骨干，东亚学团是以齐齐哈尔职业学院（原名东亚大学）为核心，通过兼并原齐齐哈尔第一机床厂所属的学校而成立的。
目前全日制在校生逾万人，开设工学、管理学、文学、农学、法学5个学科门类的40多个专业，基本形成了以工学为主，管理学、文学、农学、法学为辅，以机械设计制造及自动化、汽车服务工程、土木工程等专业为特色，工、管、文、农、法等多学科协调发展的办学格局，下设机电工程系、交通工程系、信息工程系、建筑工程系、管理工程系、附属建华医院、附属三亚城市职业学院及附属高级技工学校、职业高中。

## 学院概况
占地面积1120余亩，校舍建筑面积21.4万平方米。纸质藏书59.02万册。教学仪器设备资产4241.4万元。专任教师383人，其中具有副高级以上职称127人。400米塑胶跑道的标准体育场、足球场、篮球场、排球场、网球场、乒乓球馆等，为学生提供了良好的体育运动环境。学院有实验（实训）室69个。由1560台计算机组成的宽带校园网，为学生提供了良好的实习、实训环境。

## 历史沿革
- 1958年齐齐哈尔第一机床厂重型机床制造学院
- 1979年齐齐哈尔第一机床厂职工机电学院
- 1993年黑龙江东亚大学（走上国有民办教育之路）
- 2001年齐齐哈尔职业学院
- 2011年4月，更名为齐齐哈尔工程学院。

## 学院领导
院长：曹勇安